# Aborto en Galicia
El aborto en Galicia, también conocido como Interrupción voluntaria del embarazo (IVE),es legal. La legislación sobre el aborto se elabora a nivel nacional en España, y el aborto fue despenalizado en 1985, con importantes reformas en 2010.Cada región está a cargo de crear su propio sistema para la implementación de la ley en la sanidad pública, existiendo diferencias de una región a otra.
El aborto ha sido en gran medida ilegal en España. A pesar de las políticas nacionales, la realidad del acceso a los trámites de IVE ha variado mucho en España de una región a otra, tanto históricamente como en la actualidad. Durante la dictadura, las mujeres que presentaban interrupción voluntaria del embarazo fueron en ocasiones perseguidas.  Durante la transición democrática, pocos estaban a favor de despenalizar y legalizar el aborto.  El II Congreso de Planificación Familiar tuvo lugar en La Coruña en 1985. Al mismo tiempo y durante los años siguientes, el gobierno de Galicia aprobó leyes para apoyar la objeción de conciencia por parte de profesionales médicos y farmacéuticos.
En la década de 2000, las mujeres de Galicia a veces tenían que viajar a otras regiones para someterse a un procedimiento de IVE. Iban a Zaragoza, Asturias, Madrid o Barcelona. La Ley de Familia aprobada por la Junta de Galicia en 2011 eliminó la distinción entre sexualidad femenina y maternidad, volviendo a las definiciones de la época franquista y reforzando los roles de género heterosexual. El objetivo del Partido Popular de Galicia (PPdeG) era recortar el gasto social relacionado con las mujeres.

## Contexto nacional
Históricamente, el acceso al aborto en España ha dependido del dominio masculino sobre las mujeres y sus actividades reproductivas. El aborto se ha utilizado como un medio para afirmar el control no sólo sobre los cuerpos y la sexualidad de las mujeres, sino también para hacer cumplir las normas culturales de género y los ideales patriarcales en la sociedad en general. Si bien el aborto se utilizó como forma de control de la natalidad en España en el pasado, demógrafos y sociólogos españoles han dicho que no se utiliza de esa manera en la España contemporánea.
El aborto legal es importante porque reduce las muertes entre mujeres por complicaciones del embarazo y reduce la mortalidad infantil. En España, a mediados de la década de 1970, los abortos ilegales eran una causa importante de muerte entre mujeres de entre quince y cuarenta y nueve años. El control de la natalidad tiene una tasa de mortalidad femenina mucho más baja que los abortos, y es mucho más baja que la mortalidad femenina en España por abortos ilegales.
El Liber Iudiciorum fue una recopilación de leyes visigodas del rey Recesvinto que se promulgó en el año 654. Mencionaba el aborto, el infanticidio y el homicidio en el Libro VI. La pena para quienes provocaban abortos era la muerte. En aquella época, los visigodos controlaban casi toda la actual España, Portugal y Ceuta.
La ley en España fue modificada el 24 de enero de 1941 para caracterizar el aborto como un crimen contra el Estado. Esta ley lee en parte: “La política demográfica es una de las preocupaciones fundamentales de nuestro estado. No se concibe una política demográfica eficaz sin abordar el problema de los miles y miles de vidas que se frustran antes de nacer, por maniobras criminales. Así lo dice la experiencia y el asesoramiento de los técnicos a través de entidades científicas competentes. El estrago harto acusado en tiempos anteriores como consecuencia de un sentido materialista de la vida, adquirieron caracteres de escándalo durante el régimen republicano, agudizándose aún más escandalosamente en aquellas zonas sometidas a la dominación del Frente Popular. El Gobierno, consciente de su responsabilidad, decide combatir el crimen social que el aborto provocado representa y que impide que nazcan muchos miles de españoles anualmente.”
El control de la natalidad fue ilegal en toda España durante el período franquista.En 1975 en España, la tasa de mortalidad femenina durante el embarazo era de 23 por 100.000 mujeres, una tasa similar a la de otros países occidentales industrializados donde el aborto era ilegal.El aborto fue despenalizado en el Código Penal por primera vez en todo el territorio español en 1985 en tres supuestos: por motivos terapéuticos, por motivos eugenésicos y en caso de violación previa denuncia policial. El aborto sólo era legal en estos casos antes de la semana 22, semana 22 y semana 12 respectivamente. La ley de 1985 exigía que cada vez que un centro de salud realizara un aborto, debía informarse al Ministerio de Sanidad. Los datos que se debían reportar incluían la provincia donde se realizó el aborto y la provincia donde residía la mujer que abortó. Si bien el aborto fue despenalizado en 1985, no se convirtió en un servicio ofrecido por la sanidad pública hasta un cambio en la ley en 2010. Como resultado, durante este período entre 1985 y 2010, casi todos los abortos se realizaron en clínicas privadas y el precio por una interrupción voluntaria del embarazo rondaba las 30.000 pesetas.
La Ley de Salud Sexual y Reproductiva y de Interrupción Voluntaria del Embarazo fue reformada en mayo de 2022 de diferentes maneras. Se abordó específicamente la falta de centros, especialmente públicos, que prestaran servicios para la interrupción voluntaria del embarazo, en provincias que no tenían ninguna y exigían que las mujeres de esas provincias viajaran a otras provincias u otras regiones para poder acceder ese servicio. También se quiso proteger a las mujeres que acudían a centros de salud para someterse a procedimientos de IVE del acoso de activistas antiaborto.
En febrero de 2023, el Tribunal Constitucional confirmó la ley de 2010 que permitía a las mujeres abortar mediante petición gratuita durante las primeras catorce semanas de su embarazo. El caso fue llevado originalmente a los tribunales por el Partido Popular en 2010, después de que el PSOE aclarara y liberalizara las leyes sobre el aborto.

### Situación jurídica
La legislación sobre el aborto se modificó en 2010 para permitir a las mujeres abortar libremente hasta la decimocuarta semana de embarazo sin justificación. Desde la semana catorce a la veintiuna, sólo se podrá practicar un aborto si existe una razón médica para ello, como por ejemplo que la madre esté en riesgo. A partir de la semana veintidós, sólo se podrán realizar abortos si se detectan anomalías fetales que sean incompatibles con la vida fuera del útero.Así lo confirmó el Tribunal Constitucional en febrero de 2023.
En España se apoya que los servicios de interrupción voluntaria del embarazo en la sanidad pública sean gratuitos. Esto incluye los servicios prestados en clínicas privadas tras derivaciones de médicos de la sanidad pública. Esto se debe a que estos costes los cubre la sanidad pública autonómica bajo la dirección del Sistema Nacional de Salud de España. Sin embargo, la implementación de las leyes sobre el aborto se deja en gran medida en manos de las regiones y sus organismos de salud.

## Evolución en  Galicia

### España franquista (1939 – 1975)
Ocasionalmente se abrieron procesos penales en Galicia durante la dictadura de Franco. En 1971, Madrid era la provincia con más diligencias previas incoadas por el delito de aborto, con trece procedimientos abiertos. La Coruña fue la segunda provincia con más diligencias previas abiertas con doce, seguida de Asturias con ocho, Alicante con seis y Orense con cinco. En 1971, la provincia de Barcelona impulsó los sumarios de mayor urgencia, ordinarios y demás del Título IV de la Ley de Enjuiciamiento Criminal por el delito de aborto. Ese año hubo veintiún resúmenes. En segunda posición quedó Madrid con 18, seguida de Asturias con trece, Pontevedra con doce y Vizcaya con siete.
En 1972, Madrid fue la provincia con más diligencias previas incoadas por el delito de aborto, con dieciocho procedimientos. Alicante fue segunda con 10, León tercera con nueve, y La Coruña y Valladolid empatados en cuarto lugar con siete.
En 1973, Asturias fue la provincia con más diligencias previas incoadas por el delito de aborto, con 54 procedimientos. Madrid fue segunda con 15, León tercera con catorce, La Coruña cuarta con once y Barcelona quinta con seis.En 1973, la provincia de Barcelona impulsó los sumarios de mayor urgencia, ordinarios y demás del Título IV de la Ley de Enjuiciamiento Criminal por el delito de aborto. Ese año hubo veinte resúmenes. En segundo lugar quedó Madrid con catorce, con Asturias en tercer lugar con once, León en cuarto con diez y Pontevedra en quinto con octavo.
En 1974, Madrid fue la provincia con más diligencias previas incoadas por el delito de aborto. Aquí se abrieron dieciséis procedimientos. Sevilla fue segundo con nueve. La Coruña fue tercera con siete. Málaga fue cuarto con seis. Barcelona, Vizcaya y Salamanca empataron en el quinto puesto con cuatro cada uno.
| Lugar      | Lugar   | Años | Años | Años | Años | Años | Años  |
| Provincia  | Región  | 1971 | 1972 | 1973 | 1974 | 1975 | Total |
| ---------- | ------- | ---- | ---- | ---- | ---- | ---- | ----- |
| La Coruña  | Galicia | 12   | 7    | 11   | 7    | 4    | 41    |
| Lugo       | Galicia | 2    | 1    | 0    | 0    | 0    | 3     |
| Orense     | Galicia | 5    | 6    | 1    | 2    | 0    | 14    |
| Pontevedra | Galicia | 0    | 1    | 1    | 2    | 4    | 8     |
| España     | España  | 90   | 110  | 147  | 82   | 173  | 605   |

| Lugar      | Lugar   | Años | Años | Años | Años | Años | Años  |
| Provincia  | Región  | 1971 | 1972 | 1973 | 1974 | 1975 | Total |
| ---------- | ------- | ---- | ---- | ---- | ---- | ---- | ----- |
| La Coruña  | Galicia | 3    | 4    | 5    | 0    | 0    | 12    |
| Lugo       | Galicia | 0    | 0    | 1    | 0    | 1    | 2     |
| Orense     | Galicia | 1    | 1    | 3    | 0    | 1    | 6     |
| Pontevedra | Galicia | 12   | 3    | 8    | 5    | 2    | 30    |
| España     | España  | 122  | 157  | 145  | 112  | 66   | 602   |

### Transición democrática (1975 – 1982)
En noviembre de 1979 se llevó a cabo una encuesta de opinión pública, con un seguimiento en diciembre de 1979 por el Centro de Estudios Constitucionales. Se preguntó: "¿Crees que debería permitirse el aborto en España?" De los 133 encuestados en Galicia, el 28% dijo que no, el 8% dijo que sí si había peligro para la vida de la madre, el 24% dijo que si había alguna anomalía fetal, el 28% dijo que sí por libre decisión y el 13% dijeron que no. respuesta.La encuesta también preguntaba: "¿Está usted a favor o en contra de que se legalice el aborto en España?". Del total de 133 encuestados gallegos, el 35% dijo estar a favor, el 52% dijo estar en contra, el 10% no sabía y el 4% no quiso responder. Esto se compara con los totales nacionales donde el 27% dijo estar a favor, el 60% se opuso, el 8% no sabía y el 5% no respondió.

#### Estadísticas
En 1978, en las mujeres casadas de Galicia y Asturias, el 57% nunca había utilizado métodos anticonceptivos y el 83% no tenía hijos. En 1976, el número total de nacimientos ilegítimos fue de 14.619 de un total de 677.456 nacimientos ese año. Las regiones con mayores tasas de nacimientos ilegítimos se encuentran en Galicia, Canarias y Baleares.

### Felipe González (1982 – 1996)
En el período comprendido entre 1982 y 1985, se celebraron en España una serie de congresos, jornadas y otros encuentros para abordar el tema de la sexualidad y la salud de las mujeres desde una perspectiva feminista. El surgimiento de estas reuniones tuvo lugar en un contexto político que vio al PSOE ganar las elecciones generales españolas en octubre de 1982. Su victoria dio a las feministas y a otras personas del sector de la planificación familiar la esperanza de que una liberalización relacionada con los abortos y la anticoncepción se produciría en España con este nuevo gobierno de izquierda. Entre los eventos realizados en este período estuvo el II Congreso de Planificación Familiar en La Coruña en 1985.En 1986, la Coordinadora Estatal de Organizaciones Feministas organizó una campaña denominada "Estamos haciendo abortos", durante la cual se practicaron abortos públicamente en Barcelona, Oviedo, La Coruña, Bilbao, Pamplona, Madrid, Tarragona y Cantabria para denunciar los límites de la ley de 1985.
Entre 1981 y 1990, se detuvo, juzgó y condenó a mujeres y personas que practicaban abortos en Orense.

#### Leyes de objeción de conciencia
El Real Decreto nacional 2409/1986, de 21 de noviembre, que proporcionó acreditación para los centros que practicaban abortos y las prácticas legales correspondientes, también reconoció vagamente el derecho a la objeción de conciencia en el artículo 9, que decía: "La no realización de la práctica del aborto habrá de ser comunicada a la interesada con carácter inmediato al objeto de que pueda con el tiempo suficiente acudir a otro facultativo".Paralelamente, Galicia también creó direcciones avanzadas relacionadas con la objeción de conciencia por parte de los farmacéuticos.
La Ley del medicamento 25/1990 es una ley nacional que establece que los farmacéuticos no pueden negarse a dispensar medicamentos sin una razón justificada. La no dispensación de medicamentos sin justificación constituye una infracción grave. En respuesta a esto, los gobiernos regionales de La Rioja, Galicia y Castilla-La Mancha aprobaron leyes que protegían a los farmacéuticos que afirmaban ser objetores de conciencia para evitar tener que dispensar medicamentos que provocaran que una mujer interrumpiera voluntariamente su embarazo.

#### Despenalización del aborto en 1985
La mayoría de los grupos médicos en España se oponían a la despenalización del aborto. Entre ellos se encontraba la Junta Directiva del Colegio de Médicos de Pontevedra. Hubo algunos grupos médicos que estaban a favor de la despenalización del aborto. Entre ellos se encontraba el Sindicato Galego de Sanidade.Entre el 2 de agosto de 1985 y el 10 de julio de 1987 se registraron cinco abortos legales en Galicia.

#### Estadísticas
En el período comprendido entre 1987 y 1995, tanto Navarra como Galicia tuvieron algunas de las tasas de aborto más bajas. Al mismo tiempo, tenían algunas de las tasas de fertilidad más bajas de toda España.
Hubo indicios de que las mujeres de cuarenta a cuarenta y cuatro años eran más laxas en el uso de anticonceptivos en comparación con otros grupos de edad en la región entre 1990 y 1995. Esto se debe a que la diferencia en el porcentaje de embarazos que terminaron en abortos aumentó más del treinta por ciento. El porcentaje de embarazos de menores adolescentes en la región en 1995 que terminaron en abortos en lugar de nacimientos vivos fue notablemente mayor que en 1990. En 1996 se realizaron en Andalucía 7.217 abortos. Tres afectaron a mujeres gallegas.  
| Región               | 1987 | 1988  | 1989  | 1990 | Ref    |
| -------------------- | ---- | ----- | ----- | ---- | ------ |
| España               | 1.99 | 3.07  | 3.56  | 4.29 | [ 67 ] |
| Andalucía            | 0.31 | 1.80  | 1.75  | 1.21 | [ 67 ] |
| Aragón               | 0.89 | 1.88  | 2.52  | 4.12 | [ 67 ] |
| Asturias             | 6.81 | 10.40 | 10.54 | 9.89 | [ 67 ] |
| Islas Baleares       | 1.16 | 2.88  | 3.67  | 6.56 | [ 67 ] |
| Islas Canarias       | 1.39 | 0.77  | 1.47  | 3.76 | [ 67 ] |
| Cantabria            | 3.12 | 6.46  | 6.57  | 6.13 | [ 67 ] |
| Castilla-La Mancha   | 1.63 | 2.19  | 2.68  | 2.87 | [ 67 ] |
| Castilla y León      | 2.85 | 5.52  | 5.90  | 5.88 | [ 67 ] |
| Cataluña             | 0.31 | 0.34  | 0.33  | 5.21 | [ 67 ] |
| Comunidad Valenciana | 4.14 | 4.53  | 6.51  | 6.63 | [ 67 ] |
| Extremadura          | 1.10 | 1.59  | 2.04  | 1.66 | [ 67 ] |
| Galicia              | 0.77 | 1.39  | 1.75  | 2.33 | [ 67 ] |
| Madrid               | 4.91 | 6.33  | 7.3   | 6.65 | [ 67 ] |
| Murcia               | 1.29 | 2.15  | 2.65  | 2.76 | [ 67 ] |
| Navarra              | 2.41 | 2.72  | 2.54  | 1.80 | [ 67 ] |
| País Vasco           | 1.25 | 2.81  | 3.34  | 2.99 | [ 67 ] |
| La Rioja             | 1.80 | 2.44  | 3.46  | 3.87 | [ 67 ] |
| Ceuta y Melilla      | 0.22 | 1.44  | 1.17  | 0.74 | [ 67 ] |

| Año     |         |        |        |      | 1990               | 1990             | 1990                   | 1995               | 1995             | 1995                   | Ref    |
| Año     | Región  |        |        |      | Tasa de fertilidad | Tasa de embarazo | % abortos por embarazo | Tasa de fertilidad | Tasa de embarazo | % abortos por embarazo | Ref    |
| ------- | ------- | ------ | ------ | ---- | ------------------ | ---------------- | ---------------------- | ------------------ | ---------------- | ---------------------- | ------ |
| 15 - 19 | Galicia | 23.14  | 23.83  | 2.47 | 15.71              | 17.06            | 7.48                   | 8.04               | 11.04            | 26.74                  | [ 65 ] |
| 15 - 19 | España  | 15.97  | 17.36  | 7.57 | 11.93              | 15.07            | 20.44                  | 7.64               | 12.10            | 36.64                  | [ 65 ] |
| 20 - 24 | Galicia | 78.60  | 80.30  | 1.53 | 61.67              | 64.47            | 4.05                   | 32.93              | 38.56            | 14.32                  | [ 65 ] |
| 20 - 24 | España  | 61.42  | 67.16  | 4.63 | 50.48              | 75.01            | 11.10                  | 28.23              | 36.52            | 22.42                  | [ 65 ] |
| 25-29   | Galicia | 87.67  | 89.18  | 1.27 | 78.54              | 81.26            | 2.97                   | 64.81              | 70.08            | 7.40                   | [ 65 ] |
| 25-29   | España  | 111.16 | 114.30 | 2.31 | 102.38             | 108.07           | 4.94                   | 80.43              | 87.55            | 7.87                   | [ 65 ] |
| 30-34   | Galicia | 55.62  | 57.91  | 1.57 | 54.60              | 57.90            | 5.38                   | 58.64              | 63.22            | 7.00                   | [ 65 ] |
| 30-34   | España  | 73.70  | 76.41  | 3.08 | 76.35              | 81.47            | 5.92                   | 84.18              | 90.25            | 6.43                   | [ 65 ] |
| 35-39   | Galicia | 24.39  | 25.13  | 2.29 | 20.44              | 23.81            | 13.81                  | 22.92              | 27.08            | 14.93                  | [ 65 ] |
| 35-39   | España  | 30.26  | 32.27  | 5.52 | 28.00              | 32.20            | 12.61                  | 31.42              | 36.16            | 12.73                  | [ 65 ] |
| 40-44   | Galicia | 6.91   | 7.35   | 5.23 | 4.45               | 6.49             | 31.00                  | 3.93               | 6.27             | 36.89                  | [ 65 ] |
| 40-44   | España  | 7.90   | 8.81   | 9.03 | 5.80               | 7.75             | 24.22                  | 5.15               | 7.43             | 29.99                  | [ 65 ] |

### José María Aznar (1996 – 2004)
La Ley 5/1999, de 21 de mayo, de ordenación farmacéutica de Galicia, artículo 6 es una ley autonómica que garantiza el derecho de los profesionales farmacéuticos a ser objetores de conciencia siempre que no limite los derechos de salud de las ciudadanas que se verían afectadas por esa reclamación. La ley decía que el Departamento de Salud y Servicios Sociales adoptaría medidas excepcionales en caso de conflictos entre objetores de conciencia y ciudadanas a quienes se les garantizara el derecho a su salud.
A mediados de la década de 2000, la región no contaba con un protocolo relacionado con el aborto para el personal médico de los establecimientos de salud públicos. En 2003 había cuatro clínicas públicas y siete privadas.

#### Estadísticas
En 2001, entre las mujeres de entre 20 y 24 años, las de Galicia y Extremadura tenían menos probabilidades de haber tenido un aborto, con menos del veinte por ciento habiendo tenido una interrupción voluntaria del embarazo. El tamaño medio de las familias en Galicia en 2001 era de 3,34 personas. En 2001, la región tenía una de las poblaciones más envejecidas de España, con menos del dieciséis por ciento de la población entre cero y diecisiete años.
| Región               | Total | Público | Privado | Ref    |
| -------------------- | ----- | ------- | ------- | ------ |
| Andalucía            | 40    | 5       | 35      | [ 70 ] |
| Aragón               | 14    | 1       | 13      | [ 70 ] |
| Asturias             | 2     | 1       | 1       | [ 70 ] |
| Islas Baleares       | 7     | 2       | 5       | [ 70 ] |
| Islas Canarias       | 6     | 2       | 4       | [ 70 ] |
| Cantabria            | 2     | 1       | 1       | [ 70 ] |
| Castilla-La Mancha   | 6     | 2       | 4       | [ 70 ] |
| Castilla y León      | 9     | 2       | 7       | [ 70 ] |
| Cataluña             | 41    | 3       | 38      | [ 70 ] |
| Comunidad Valenciana | 9     | 2       | 7       | [ 70 ] |
| Extremadura          | 3     | 0       | 3       | [ 70 ] |
| Galicia              | 11    | 4       | 7       | [ 70 ] |
| Madrid               | 34    | 9       | 25      | [ 70 ] |
| Murcia               | 3     | 0       | 3       | [ 70 ] |
| Navarra              | 3     | 0       | 3       | [ 70 ] |
| País Vasco           | 11    | 3       | 8       | [ 70 ] |
| La Rioja             | 2     | 1       | 1       | [ 70 ] |
| Ceuta                | 0     | 0       | 0       | [ 70 ] |
| Melilla              | 0     | 0       | 0       | [ 70 ] |
| España               | 203   | 38      | 165     | [ 70 ] |

### José Luis Rodríguez Zapatero (2004 - 2011)
En 2005, el 5,1% de los abortos en la región se realizaron en centros de salud públicos. Galicia creó un registro de objetores de conciencia a través de Decreto 259/2007, de 13 de diciembre.  En 2009, la región contaba con cinco centros de salud públicos que realizaban IVE y cuatro centros privados. En general, en 2010 en el caso en Valencia, Murcia, Galicia y el País Vasco, las mujeres podían obtener una IVE dentro de una semana de su primera cita.

#### Viajes
En 2005, debido a la falta de clínicas que brindaran servicios de IVE a mujeres en las zonas más rurales de la región, muchas mujeres que necesitaban abortos iban a Madrid o Barcelona.En 2005, la mayoría de las mujeres que buscaban abortar en la región fueron a Asturias. Las de más de 12 semanas casi siempre acudían a Madrid para el procedimiento.

#### Reforma de la ley nacional de aborto de 2010
En septiembre de 2009, el Congreso de Diputados votó el proyecto de una nueva ley sobre el aborto. Se emitieron 183 votos a favor y 162 en contra. Entre los que votaron a favor se encontraban miembros de varios partidos regionales, incluido el Bloque Nacionalista Galego.

#### Estadísticas
El número de abortos por cada 1.000 mujeres de 15 a 44 años publicado por el Ministerio de Sanidad y Consumo para Ceuta y Melilla en 2005 fue de 3,3, la tasa más baja de toda España, siendo la segunda más baja Cantabria y Galicia con una tasa de 4.4. En 2005, la razón citada para más del 95% de los abortos realizados en Galicia fue la salud materna.
En 2006, 171 menores de edad residentes en la región abortaron. Esto representó el 6,88% de todos los abortos realizados por mujeres que vivían en la región ese año. El elevado porcentaje de abortos realizados a menores en Extremadura, un 9,27%, no puede atribuirse a un gran número de inmigrantes, a diferencia de Galicia, con una tasa del 6,88% para menores, donde había un gran número de niñas inmigrantes que abortaban.
La tasa de abortos por 1.000 mujeres de 15 a 44 años en 2008 en Galicia fue de 3,53 abortos por 1.000 mujeres, superior a la de 2009 cuando fue de 5,81.En 2009, Ceuta, Melilla, Navarra, Galicia, Castilla y León y Extremadura tuvieron el menor número total de abortos realizados entre todas las comunidades autónomas de España.En 2009, el 43% de las mujeres de la región fueron informadas de sus opciones para abortar en un centro de salud pública. Esto en comparación con el promedio nacional del 43%.
En 2010 se realizaron 113.031 abortos en España. En 2014, el nivel nacional había caído un dieciséis por ciento a 94.706 abortos. En este periodo comprendido entre 2010 y 2014, las regiones con menor tasa de abortos por cada 1.000 mujeres residentes, menos de siete, fueron Ceuta y Melilla con cuatro cada una, mientras que Castilla y León, Extremadura, Galicia y La Rioja se situaron entre tres y siete.  
| Año  | Galicia | Ref    |
| ---- | ------- | ------ |
| 2010 | 6.15    | [ 82 ] |
| 2011 | 6.06    | [ 82 ] |
| 2012 | 7.09    | [ 82 ] |
| 2013 | 8.25    | [ 82 ] |
| 2014 | 7.79    | [ 82 ] |
| 2015 | 8.43    | [ 82 ] |
| 2016 | 11.21   | [ 82 ] |
| 2017 | 16.19   | [ 82 ] |
| 2018 | 19.57   | [ 82 ] |

### Mariano Rajoy (2011 - 2018)
Durante el gobierno de Mariano Rajoy, casi toda la información sobre anticonceptivos de última generación disponibles en el sistema sanitario público de la región fue retirada de los puntos de información sanitaria de la sanidad pública, y se dejaron de financiar políticas específicamente dirigidas a proteger la libertad y la salud sexual, poniendo en riesgo a grupos vulnerables a problemas de salud sexual y reproductiva como adolescentes y mujeres inmigrantes. La Ley de Familia aprobada por la Xunta de Galicia en 2011 eliminó la distinción entre sexualidad femenina y maternidad, volviendo a las definiciones de la época franquista y reforzando los roles de género heterosexual. El objetivo del Partido Popular de Galicia (PPdeG) era recortar el gasto social relacionado con las mujeres.
En 2014 había cinco centros de salud públicos autorizados para realizar abortos en la región y cuatro clínicas privadas autorizadas para realizar abortos.

#### Objetores de conciencia
En la década de 2010, la presencia de objetores de conciencia en la sanidad pública de Galicia provocó que las mujeres fueran remitidas a clínicas privadas para procedimientos de IVE. En ocasiones, esto también incluyó derivaciones a clínicas privadas en otras regiones.
La Sentencia número 217/2016 del Juzgado de lo Contencioso Administrativo nº 2 de Lugo fue una de las sentencias sanitarias autonómicas que tuvo un gran impacto en los derechos de los objetores de conciencia en Galicia.En octubre de 2016, el personal del Servicio Gallego de Salud (SERGAS) fue sancionado por el magistrado del juzgado de lo contencioso-administrativo número 2 de Lugo por poner en riesgo la vida de una mujer que era paciente del Hospital Burela de Lugo porque el personal médico afirmaron ser objetores de conciencia y se negaron a realizar un aborto. Como resultado de sus retrasos intencionados, que incluyeron pruebas genéticas innecesarias, la mujer no pudo acceder al procedimiento hasta la semana 32. Se vio obligada a viajar más de 500 kilómetros en su propio coche hasta el Hospital Universitario La Paz de Madrid para realizarse el procedimiento. Producto de los retrasos provocados por el SERGAS, la mujer necesitó someterse a una histerectomía y ya perdió la capacidad de poder quedar embarazada en el futuro. El tribunal consideró que el SERGAS debía pagar los gastos que la mujer asumió por el procedimiento y 270.000 euros en concepto de indemnización por los daños físicos y psicológicos que el médico causó a la mujer y a su marido por su negligencia.
Se realizó un estudio durante el año académico 2017-2018 de estudiantes de segundo y quinto año de medicina de la Universidad de Santiago de Compostela, que encontró que el 70,8% de los estudiantes no se declararía objetor de conciencia a la hora de realizar un procedimiento de IVE. El 70% de los estudiantes de medicina también creía que los objetores de conciencia podrían tener consecuencias negativas para las mujeres que estaban embarazadas cuando eran derivadas de la salud pública a la privada. A pesar de ello, el 72,9% creía que los médicos deberían tener derecho a declararse objetores de conciencia.

#### Las reformas propuestas por Ruiz-Gallardón en 2014 y la respuesta feminista
En diciembre de 2013, el Consejo de Ministros del Partido Popular de España aprobó un proyecto de ley llamado la Ley Orgánica de Protección de los Derechos del Concebido y la Mujer Embarazada. La ley representó un retroceso de los derechos de las mujeres en España en relación con el aborto, con la intención de dar marcha atrás a las reformas de 2010. El esfuerzo por cambiar la ley fue impulsado en gran medida por el ministro de Justicia, Alberto Ruiz-Gallardón. El proyecto de ley permitía el aborto en determinadas circunstancias específicas, como si una mujer hubiera sido violada hasta la semana dieciséis de embarazo o si hubiera habido violación, "menoscabo importante y duradero” para la salud física o mental de la mujer o del feto hasta la semana veintidós del embarazo con al menos tres profesionales médicos aprobando el deterioro de la salud. Incluso entonces, el proyecto de ley decía que si las mujeres recibían ese diagnóstico sobre su salud de su médico original y de otros dos de los centros de salud que tenía que visitar para la evaluación, la mujer tendría que recibir información verbal sobre las alternativas al aborto y esperar siete días antes de que pudiera completarse el procedimiento. En aquel momento, el tiempo de espera para la contemplación era de tres días. El proyecto de ley también estipulaba que los menores debían obtener el consentimiento de sus padres o tutores legales antes de someterse a un aborto. El proyecto de ley permitía el procesamiento penal de mujeres que tuvieran abortos que no cumplieran con estos requisitos, y decía que los médicos que realizaran abortos fuera de los nuevos requisitos legales podrían recibir penas de prisión de uno a ocho años. Además, el proyecto de ley prohibía a cualquier centro médico anunciar que ofrecía procedimientos de IVE.
Las feministas de la región se movilizaron en 2013 y 2014 en respuesta a los cambios propuestos por Alberto Ruiz-Gallardón, siendo en algunos casos las movilizaciones más grandes desde mediados de la década de 1980. El 20 de diciembre de 2013 se llevaron a cabo en Galicia varias protestas en apoyo del derecho al aborto. Tuvieron lugar en Vigo, La Coruña, Orense, Santiago de Compostela, Ferrol, Lugo, Pontevedra, A Mariña y Cangas.
Después de que la artista visual y activista por los derechos de las mujeres Yolanda Domínguez hiciera un llamado a la acción tras los cambios propuestos por el ministro Alberto Ruiz-Gallardón a las leyes del aborto en España, mujeres en Bilbao, Madrid, Zaragoza, La Coruña, Barcelona y Sevilla acudieron simultáneamente a las Oficinas del Registro de la Propiedad locales en febrero de 2014 para registrar el libre uso y posesión del propio cuerpo; su objetivo era dejar constancia del hecho de que sus cuerpos femeninos les pertenecían y que nadie más debería tomar decisiones al respecto por ellas.
El 1 de febrero de 2014 el tren de la libertad fue de Asturias a Madrid, y a ella se unieron personas de diferentes regiones de España, incluida Galicia.
Alberto Ruiz-Gallardón finalmente se vio obligado a dimitir de su cargo en septiembre de 2014 tras fracasar en su capacidad para impulsar los controvertidos cambios a la legislación del aborto. El cambio de ley propuesto había empoderado al PSOE y creado divisiones internas dentro de su propio partido.

#### Estadísticas
En 2011, Ceuta y Melilla tuvieron la tasa de abortos más baja, seguidas de Navarra, Castilla y León, Galicia y Extremadura. Navarra tenía una tasa de alrededor de 7 por 1.000 mujeres, mientras que las demás regiones que la seguían tenían una tasa de alrededor de 8 por 1.000 mujeres.
| Año            | 2022  | 2021  | 2020  | 2019  | 2018  | 2017  | 2016  | 2015  | 2014  | Ref             |
| -------------- | ----- | ----- | ----- | ----- | ----- | ----- | ----- | ----- | ----- | --------------- |
| Galicia        | 7,09  | 5,37  | 5,71  | 6,41  | 6,50  | 6,51  | 6,57  | 6,60  | 6,78  | [ 100 ] [ 101 ] |
| Total (España) | 11,68 | 10,70 | 10,33 | 11,53 | 11,12 | 10,51 | 10,36 | 10,40 | 10,46 | [ 100 ]         |

### Pedro Sánchez (2018 - Ahora)
En 2022 había dieciséis clínicas públicas y tres clínicas privadas en Galicia. En toda España, en 2018, el coste de un aborto en una clínica privada oscilaba entre los 300 y 500 euros. En 2021 se realizaron más interrupciones voluntarias de embarazos en clínicas privadas de la región que en públicas. Esto reflejó tendencias nacionales más amplias. Ese año, sólo el 22% de los abortos en la región se realizaron en centros de salud públicos.
A raíz del confinamiento por el covid-19 surgieron desafíos a la hora de acceder a procedimientos de interrupción voluntaria del embarazo. Galicia y Cataluña fueron las dos únicas comunidades autónomas de España que ofrecieron citas telemáticas para algunas de las citas informativas necesarias para practicar un aborto.

#### Impacto de las reformas de la ley nacional del aborto de 2022 en Galicia
La enmienda a la ley del aborto en 2022 permitió específicamente a las regiones con otros idiomas cooficiales ofrecer información a las mujeres en estos idiomas.
El Ministerio de Igualdad envió una carta al Gobierno regional en mayo de 2023 para recordarles que los cambios en la ley del aborto en febrero de 2022 implicaban que todos los hospitales públicos debían contar con médicos que estuvieran dispuestos a realizar un aborto y que sus Las unidades de ginecología de estos hospitales no podían contar únicamente con objetores de conciencia. El Ministerio de Igualdad dijo al Gobierno regional que, si era necesario, debían contratar médicos que realizaran procedimientos de interrupción voluntaria del embarazo si no hubiera ninguno en plantilla. La ley establecía que se garantizaba a las mujeres el acceso a servicios de aborto hasta la semana catorce en un centro de salud público cercano a su hogar.
El presidente del Colegio Oficial de Médicos de La Coruña criticó a la ministra de Igualdad Irene Montero en 2023 por supuestamente crear listas negras de médicos y hospitales que no realizaban IVE, diciendo que crear dichas listas negras en un país democrático no es apropiado.

#### Estadísticas
En 2019, la tasa de interrupciones voluntarias del embarazo por cada 1.000 mujeres residentes de 15 a 44 años en la región fue de 6,41. El año anterior, en 2018, la tasa fue del 6,50. La media nacional en España en 2019 fue de 11,53 y en 2018 fue de 11,12.
En 2021, la región con menor porcentaje de interrupción voluntaria del embarazo en mujeres de 15 a 44 años fue Galicia, seguida de La Rioja, Extremadura y Castilla y León. En 2021, aproximadamente el 0,5% de todas las mujeres de 15 a 44 años de la región tuvieron una interrupción voluntaria del embarazo. En 2022, hubo 7,09 interrupciones voluntarias del embarazo por cada 1.000 mujeres en la región. Esto se compara con un promedio nacional de 11,68 por cada 1.000 mujeres. En 2022 se produjeron 274 interrupciones voluntarias del embarazo en mujeres menores de 20 años.
| Año  | # de denegaciones | # de aprobaciones | Ref     |
| ---- | ----------------- | ----------------- | ------- |
| 2020 | 3                 | 9                 | [ 113 ] |
| 2021 | 3                 | 5                 | [ 113 ] |

## Provincias

### Provincia de La Coruña
La Coruña fue en 1971 la segunda provincia con más diligencias previas abiertas con doce, seguida de Asturias con ocho, Alicante con seis y Orense con cinco.En 1972, Madrid era la provincia con más diligencias previas incoadas por el delito de aborto. Aquí se abrieron dieciocho procedimientos. Alicante fue segunda con diez, León tercero con nueve, La Coruña y Valladolid empatados en cuarto lugar con siete. En 1973, Asturias era la provincia con más diligencias previas incoadas por el delito de aborto. Aquí se abrieron 54 procedimientos. Madrid fue segunda con quince, León tercera con catorce, La Coruña cuarta con once y Barcelona quinta con seis. En 1974, Madrid era la provincia con más diligencias previas incoadas por el delito de aborto. Aquí se abrieron dieciséis procedimientos. Sevilla fue segundo con nueve. La Coruña fue tercera con siete. Málaga fue cuarto con seis. Barcelona, Vizcaya y Salamanca empataron en el quinto puesto con cuatro cada uno.
| Tipo de procesamiento                      | Provincia | Región  | 1971 | 1972 | 1973 | 1974 | 1975 | Total | Ref    |
| ------------------------------------------ | --------- | ------- | ---- | ---- | ---- | ---- | ---- | ----- | ------ |
| Sumarios de Emergencia, Ordinarios y otros | La Coruña | Galicia | 3    | 4    | 5    | 0    | 0    | 12    | [ 52 ] |
| Diligencias previas                        | La Coruña | Galicia | 12   | 7    | 11   | 7    | 4    | 41    | [ 51 ] |

En 1985 tuvo lugar en La Coruña el II Congreso de Planificación Familiar. En 1986, la Coordinadora Estatal de Organizaciones Feministas organizó una campaña denominada "Estamos haciendo abortos", durante la cual se practicaron abortos públicamente en varias ciudades, incluida La Coruña, para denunciar los límites de los límites de la ley de 1985. La provincia no realizó abortos en 1988.

### Provincia de Lugo
Las mujeres de Lugo fueron en ocasiones, pero rara vez, procesadas por abortar entre 1971 y 1975.
| Tipo de procesamiento                      | Provincia | Región  | 1971 | 1972 | 1973 | 1974 | 1975 | Total | Ref    |
| ------------------------------------------ | --------- | ------- | ---- | ---- | ---- | ---- | ---- | ----- | ------ |
| Sumarios de Emergencia, Ordinarios y otros | Lugo      | Galicia | 0    | 0    | 1    | 0    | 1    | 2     | [ 52 ] |
| Diligencias previas                        | Lugo      | Galicia | 2    | 1    | 0    | 0    | 0    | 3     | [ 51 ] |

La provincia no realizó abortos de 1991 a 2012 y de 2014 a 2015. El 20 de diciembre de 2013 se llevaron a cabo en Lugo varias protestas en apoyo del derecho al aborto. Tuvieron lugar en Lugo y A Mariña.La sentencia número 217/2016 del Juzgado de lo Contencioso Administrativo nº 2 de Lugo fue una de las sentencias sanitarias autonómicas que tuvo un gran impacto en los derechos de los objetores de conciencia en Galicia.

### Provincia de Orense
En 1971, Orense ocupaba el quinto lugar como provincia con más diligencias previas incoadas por el delito de aborto con cinco, por detrás de La Coruña en segundo lugar con doce.
| Tipo de procesamiento                      | Provincia | Región  | 1971 | 1972 | 1973 | 1974 | 1975 | Total | Ref    |
| ------------------------------------------ | --------- | ------- | ---- | ---- | ---- | ---- | ---- | ----- | ------ |
| Sumarios de Emergencia, Ordinarios y otros | Orense    | Galicia | 1    | 1    | 3    | 0    | 1    | 6     | [ 52 ] |
| Diligencias previas                        | Orense    | Galicia | 5    | 6    | 1    | 2    | 0    | 14    | [ 51 ] |

Entre 1981 y 1990, mujeres y personas que practicaban abortos fueron detenidas, juzgadas y condenadas en Orense. La provincia no realizó abortos en 1988, 1996 y de 1998 a 2000. El 20 de diciembre de 2013 se llevaron a cabo en Galicia varias protestas en apoyo del derecho al aborto. Una tuvo lugar en Orense.

### Provincia de Pontevedra
En 1971, la provincia de Barcelona impulsó los sumarios de mayor urgencia, ordinarios y demás del Título IV de la Ley de Enjuiciamiento Criminal por el delito de aborto. Ese año hubo veintiún resúmenes. En segunda posición quedó Madrid con dieciocho, seguida de Asturias con trece, Pontevedra con doce y Vizcaya con siete. En 1973, la provincia de Barcelona impulsó los sumarios de mayor urgencia, ordinarios y demás del Título IV de la Ley de Enjuiciamiento Criminal por el delito de aborto. Ese año hubo veinte resúmenes. En segundo lugar quedó Madrid con catorce, con Asturias tercero con once, León cuarto con diez y Pontevedra quinto con ocho.
| Tipo de procesamiento                      | Provincia  | Región  | 1971 | 1972 | 1973 | 1974 | 1975 | Total | Ref    |
| ------------------------------------------ | ---------- | ------- | ---- | ---- | ---- | ---- | ---- | ----- | ------ |
| Sumarios de Emergencia, Ordinarios y otros | Pontevedra | Galicia | 12   | 3    | 8    | 5    | 2    | 30    | [ 52 ] |
| Diligencias previas                        | Pontevedra | Galicia | 0    | 1    | 1    | 2    | 4    | 8     | [ 51 ] |

La mayoría de los grupos médicos en España se opusieron a la despenalización del aborto en 1985. Entre ellos se encontraba la Junta Directiva del Colegio de Médicos de Pontevedra.  La provincia no realizó abortos en 1988. El 20 de diciembre de 2013 se llevaron a cabo en Galicia varias protestas en apoyo del derecho al aborto. Tuvieron lugar en Vigo, Pontevedra y Cangas. La Clínica Castrelos, ubicada en Vigo, es la única clínica acreditada para IVE. Se inauguró en mayo de 1993 y todavía estaba operativa en 2023.